# Rhipidomys albujai
Rhipidomys albujai — це вид ссавців з родини Cricetidae. Ендемік східних передгір'їв Анд у Еквадорі. Про середовище проживання та екологію відомо небагато, але їхні родичі в роду Rhipidomys є деревними тваринами, які населяють тропічні та субтропічні ліси. Невідомо, чи є якась значна загроза для виживання цього виду.